# Hrib (Čabar)
 Hrib  falu Horvátországban, a Tengermellék-Hegyvidék megyében. Közigazgatásilag Čabarhoz tartozik.

## Fekvése
Fiumétól 29 km-re északkeletre, községközpontjától 10 km-re délkeletre, a horvát Hegyvidék nyugati részén, a Kulpa bal partján, a szlovén határ mellett fekszik.

## Története
Az írásos források szerint Hriben egykor fakápolna állt, melyet temető övezett. A település plébániáját 1807-ben alapították, addig a hívek a gerovoi plébániához tartoztak. Plébániatemploma 1808-ban épült fel. A településnek 1857-ben 560, 1910-ben 521 lakosa volt. A trianoni békeszerződésig Modrus-Fiume vármegye Čabari járásához tartozott. 2011-ben 110 lakosa volt.

## Lakosság
| Lakosság változása | Lakosság változása | Lakosság változása | Lakosság változása | Lakosság változása | Lakosság változása | Lakosság változása | Lakosság változása | Lakosság változása | Lakosság változása | Lakosság változása | Lakosság változása | Lakosság változása | Lakosság változása | Lakosság változása | Lakosság változása |
| ------------------ | ------------------ | ------------------ | ------------------ | ------------------ | ------------------ | ------------------ | ------------------ | ------------------ | ------------------ | ------------------ | ------------------ | ------------------ | ------------------ | ------------------ | ------------------ |
| 1857               | 1869               | 1880               | 1890               | 1900               | 1910               | 1921               | 1931               | 1948               | 1953               | 1961               | 1971               | 1981               | 1991               | 2001               | 2011               |
| 560                | 487                | 374                | 428                | 427                | 521                | 465                | 495                | 391                | 388                | 340                | 305                | 233                | 165                | 130                | 110                |

## Nevezetességei
Szent Lénárd tiszteletére szentelt plébániatemploma 1800 és 1808 között épült. Egyhajós épület, sokszögű apszissal, sekrestyével és a főhomlokzatból kiugró harangtoronnyal. A templom Skendari településrész központjában, egy magas fekvésű fennsíkon, a helyi temető mellett található. A templom a 19. század elején épült egy korábbi, fából készült kápolna helyén. A belső tér egyszerű, sík felületek, polikróm faoltárokkal, diadalívvel, szószékkel és neobarokk stílusú főoltárral. A dombtetőn épített templom látványa uralja a környező vidéket.